# St. Antonius Ziekenhuis (Utrecht)

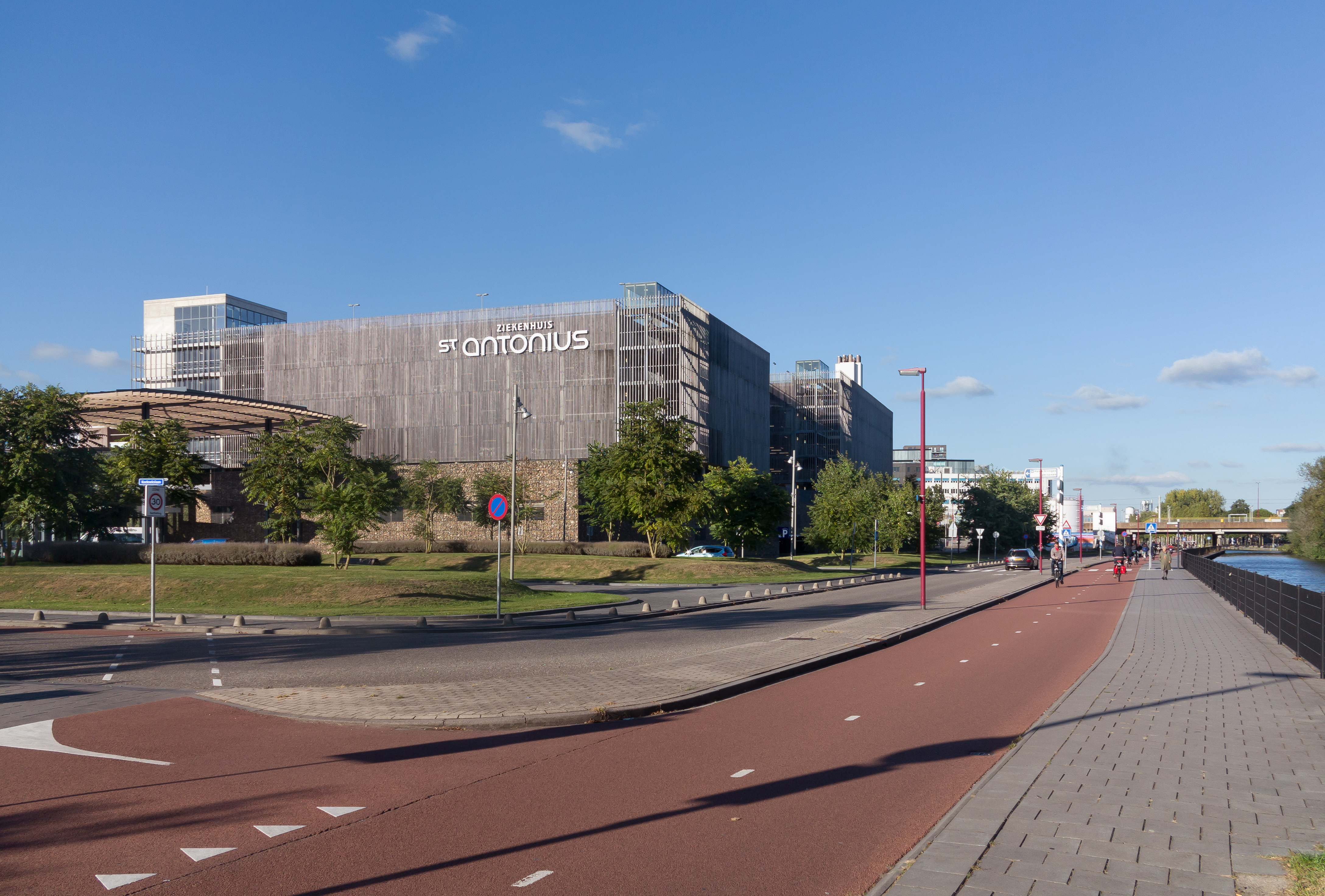
Sint Antonius Ziekenhuis (locatie Nieuwegein) in 2016, met parkeergarage op voorgrond

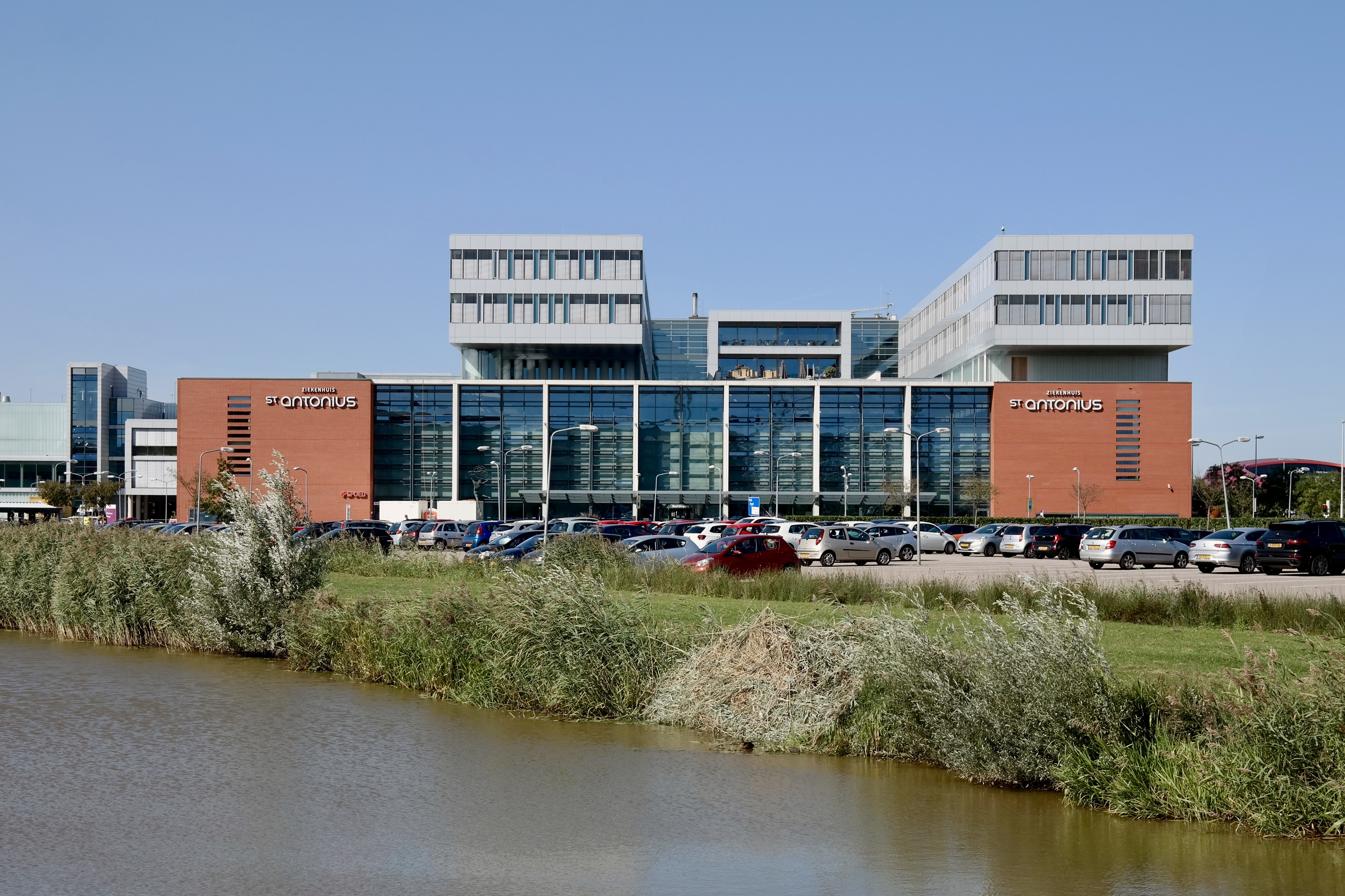
Sint Antonius Ziekenhuis in Leidsche Rijn

Het St. Antonius Ziekenhuis is een ziekenhuis met vestigingen in Utrecht Leidsche Rijn en Overvecht, Nieuwegein, Woerden, Houten, Mijdrecht, De Meern en Tiel.
Landelijk staat het St. Antonius Ziekenhuis bekend om zijn expertise op gebied van behandeling van patiënten met hart- en vaatziekten, longziekten en kanker.

## Geschiedenis

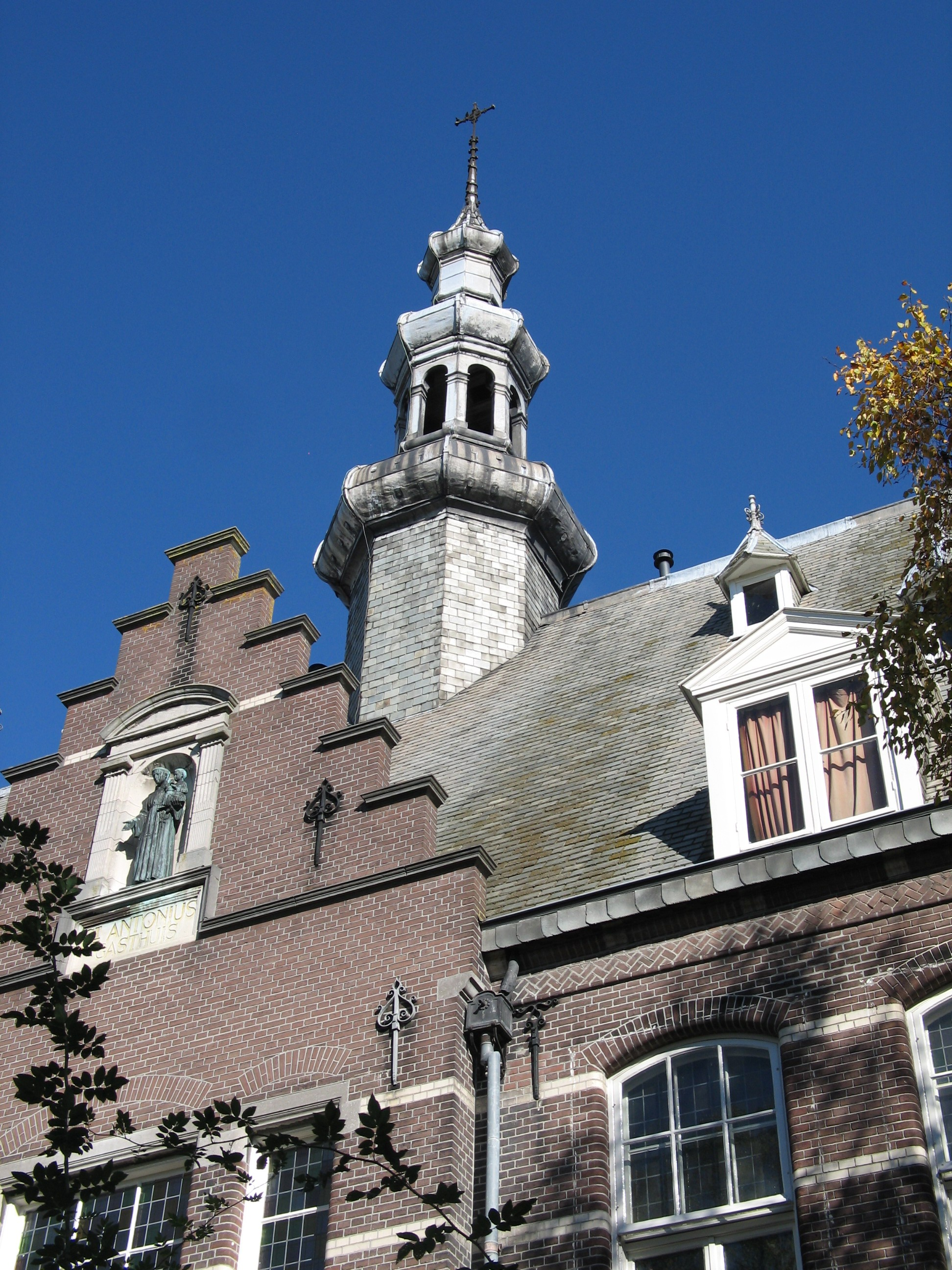
Herbestemde St.-Antoniusziekenhuis aan de Prins Hendriklaan.

Het ziekenhuis werd in 1910 door de toenmalige aartsbisschop van Utrecht Henricus van de Wetering opgericht te Utrecht en verhuisde in 1983 naar Nieuwegein. In 1910 heette het nog het "St. Antonius Gasthuis", het telde 150 bedden. In feite was het gasthuis een vervanging voor het in 1873 geopende St. Andreas Gasthuis. In 1926 werden twee nieuwe vleugels aangebouwd en elf jaar later het "Maria Paviljoen".
Gedurende de Tweede Wereldoorlog moest het ziekenhuis geëvacueerd worden, maar na de oorlog maakte het een snelle groei door, onder andere op het gebied van de long- en hartchirurgie. In 1959 werd voor de eerste maal een operatie verricht waarbij gebruikgemaakt werd van de hart-longmachine.

## Nieuwbouw
De eerste plannen voor de nieuwbouw van het ziekenhuis ontstonden in 1967, in 1983 verhuisde het van Utrecht naar een nieuw gebouw in de buurgemeente Nieuwegein. Na de sluiting zijn de bijgebouwen gesloopt en hebben plaatsgemaakt voor een appartementencomplex. Het hoofdgebouw is bewaard gebleven.
In 2009 was de fusie van het St. Antonius Ziekenhuis met het Mesos Medisch Centrum (Utrecht) een feit. Eind maart 2009 zijn deze ziekenhuizen samen verdergegaan onder één naam, St. Antonius Ziekenhuis. In 2016 is het St. Antonius Ziekenhuis gefuseerd met het Zuwe Hofpoort Ziekenhuis (Woerden). In oktober 2017 zijn beide ziekenhuizen overgegaan op een gezamenlijk patiënteninformatiesysteem en besloot men om samen verder te gaan onder de naam St. Antonius Ziekenhuis. De nieuwe organisatie heeft inmiddels acht locaties:
- St. Antonius Ziekenhuis Nieuwegein,
- St. Antonius Polikliniek Utrecht Overvecht,
- St. Antonius Polikliniek Houten,
- St. Antonius Spatadercentrum De Meern,
- St. Antonius Ziekenhuis Utrecht (in de wijk Leidsche Rijn),
- St. Antonius Ziekenhuis Woerden,
- St. Antonius Polikliniek Mijdrecht,
- St. Antonius Dialysecentrum Tiel.

## Prijs
In 2008 werd het ziekenhuis, na een onderzoek onder bijna vijfduizend deskundigen door het opinieblad Elsevier uitgeroepen tot het beste ziekenhuis van Nederland.

## Parkeergarage
In mei 2024 storten alle zes de hellingbanen van de naastgelegen parkeergarage van de vestiging in Nieuwegein in. De parkeergarage is daardoor langere tijd onbruikbaar geraakt.
Deze garage was gebouwd door Ballast Nedam, en ontworpen door architectenbureau Gortemaker Algra Feenstra.